# Vuelo 970 de Key Lime Air
El vuelo 970 de Key Lime Air fue un vuelo de carga regional operado por un avión tipo Fairchild Swearingen Metroliner que el día miércoles 12 de mayo de 2021, cuando se encontraba en aproximación al Aeropuerto Centennial en Denver, Colorado, colisionó con un avión ligero Cirrus SR22 sobre el Parque Estatal Cherry Creek en el condado de Arapahoe.
La colisión destruyó una gran parte del fuselaje del Metroliner y dañó el empenaje, pero el piloto, único ocupante, que inicialmente desconocía la magnitud del daño y basándose en las comunicaciones con el control de tráfico aéreo, logró realizar un aterrizaje seguro en el aeropuerto Centennial, a pesar del daño significativo en el fuselaje y el posterior fallo del motor del lado derecho. 
Por su parte, el piloto del Cirrus, que era un avión de alquiler privado en un vuelo local desde el aeropuerto Centennial, desplegó el Sistema de Paracaídas de Fuselaje Cirrus (CAPS, por sus siglas en inglés) y realizó un aterrizaje forzoso seguro cerca del embalse de Cherry Creek. El piloto y el único pasajero no resultaron heridos.

## Aeronaves
El primer implicado, el vuelo 970, era operado por un Swearingen SA226-TC Metro II perteneciente a la aerolínea de carga estadounidense, Key Lime Air. Tenía como número de serie TC-280, con matrícula N280KL, hizo su primer vuelo en diciembre de 1978 y propulsado con dos motores Garrett TPE331.

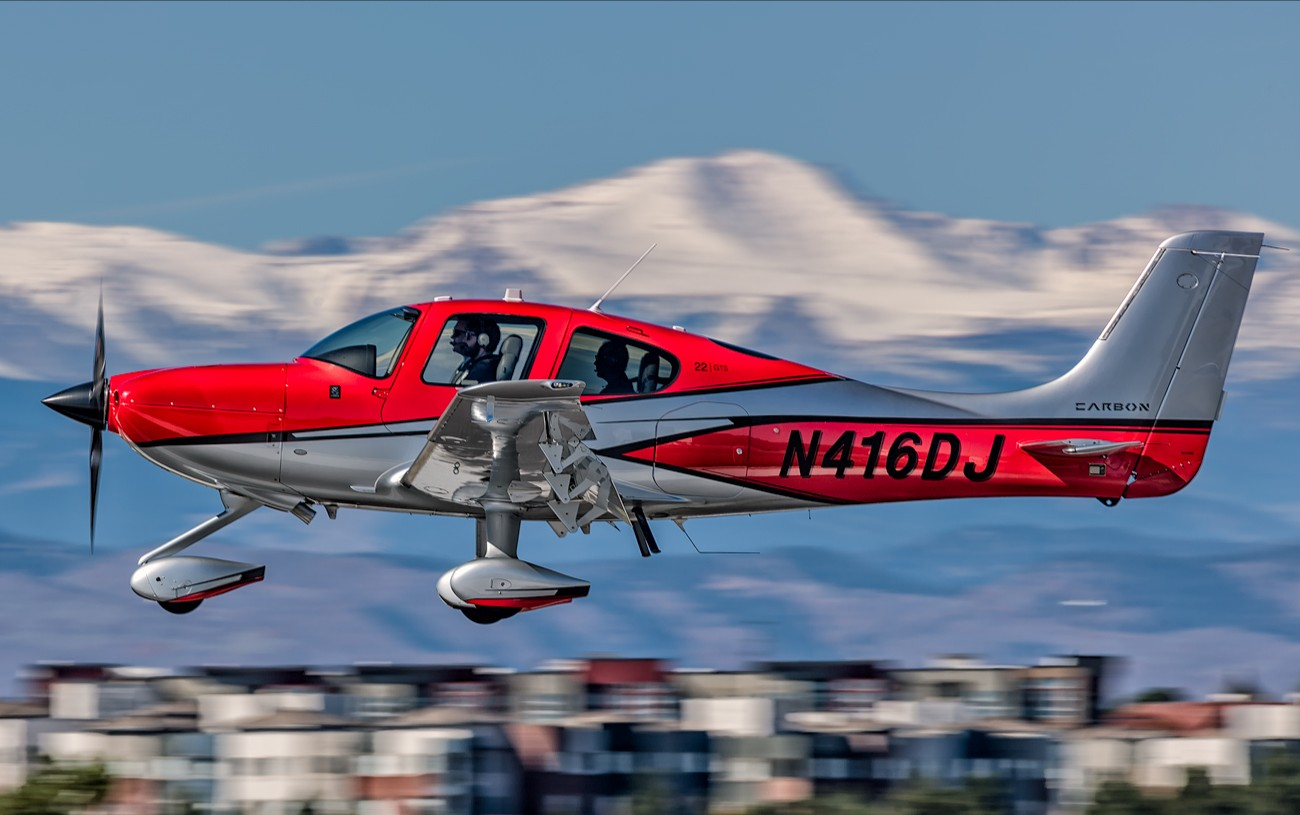
El Cirrus involucrado en el accidente.

El segundo implicado era un Cirrus SR22, un pequeño avión privado como propiedad de BB CO LLC, con número de serie 4394, registrado N416DJ, hizo su primer vuelo en septiembre de 2016 y propulsado con un motor turbohélice Continental IO-550.

## Accidente
El Cirrus partió del Aeropuerto Denver-Centennial (APA) para un vuelo local alrededor de las 09:21, y el vuelo 970 partió del Aeropuerto Salida (SLT) alrededor de las 09:56.
El Cirrus estaba realizando un patrón de tránsito por la derecha para la pista 17R en APA, y el vuelo 970 estaba en la aproximación final para la pista 17L en APA, cuando ocurrió la colisión. Ambos aviones estaban en comunicación con el control de tráfico aéreo durante sus respectivas aproximaciones al aeropuerto. 
Aproximadamente a las 10:22:43, el vuelo 970 estaba a unas 5,5 millas náuticas de la APA y había completado un giro a la derecha para alinearse con el rumbo de aproximación final a la pista 17L. Al mismo tiempo, el Cirrus estaba en el tramo a favor del viento del patrón de tráfico de la derecha para la pista 17R justo antes de comenzar un giro a la derecha hacia el tramo base del patrón de tráfico. El vuelo 970 continuó su aproximación y se mantuvo alineado con la pista 17L. El Cirrus continuó el patrón de tráfico de la derecha a través del tramo base y luego comenzó a girar hacia el curso de aproximación final a la pista. Los aviones chocaron a las 10:23:53 cuando estaban a unas 3,2 millas náuticas de APA. El vuelo 970 estaba alineado con la pista 17L mientras que el Cirrus giraba de la base a la final y se dirigía a unos 146° cuando ocurrió la colisión.
El Cirrus SR-22 parece haber estado ligeramente por encima del vuelo 970 y parece probable que el piloto, al no haber podido girar a la final, estuviera mirando hacia la pista. En cambio, voló hacia el costado del vuelo 970.
El piloto del vuelo 970 nunca vio el Cirrus SR-22. Inseguro de lo que acababa de suceder, pero presumiblemente experimentando un fuerte desvío hacia la izquierda, el piloto inmediatamente declaró una emergencia.
El piloto del Cirrus SR-22 obviamente tampoco vio al vuelo 970 hasta que fue demasiado tarde, lo cual es un poco más difícil de justificar, especialmente porque había dicho que tenía el tráfico a la vista.
Un tercer avión, un Cessna 172 cuyo piloto volaba solo, vio al Cirrus desplegar su paracaídas e informó esto a ATC, quien pidió una ubicación más específica y luego hizo una última llamada a la aeronave.
El vuelo 970 continuó su aproximación y aterrizó de manera segura en la Pista 17R. Después de aterrizar, el piloto se puso en contacto con ATC nuevamente.
Los testigos dicen que están sorprendidos de que nadie haya muerto o herido. Dos personas se alejaron del lugar del accidente.
"Estaba en la cocina y escuché un fuerte estallido de petardos. Salí corriendo a mi patio. Justo cuando llegué allí escuché otro golpe", dijo Shelly Whitehead, una testigo. "Vi caer un avión" dijo otro testigo.

## Investigación
Los investigadores de la FAA y la NTSB ahora están trabajando para determinar qué causó la colisión.
La FAA emitió esta declaración sobre la investigación preliminar, "Un Cirrus SR-22 y un Swearingen Metroliner SA226TC chocaron en el aire aproximadamente a cuatro millas al norte del Aeropuerto Centennial en Denver, Colorado, alrededor de las 10:25 am hora local de hoy. El piloto del Cirrus desplegó el paracaídas del avión y aterrizó en un vecindario cercano. El piloto del Swearingen aterrizó en el aeropuerto Centennial. Había dos personas a bordo del Cirrus y una persona a bordo del Swearingen. Consulte con las autoridades locales las condiciones e identidades de los ocupantes. No tenemos informes de personas heridas en el terreno. La FAA y la Junta Nacional de Seguridad en el Transporte investigarán. Ninguna agencia identifica a las personas involucradas en accidentes aéreos".
Key Lime Air emitió esta declaración a CBS4 que dice en parte: "Key Lime Air ha recibido informes confirmados de que el 12 de mayo de 2021 aproximadamente a las 10:20 a. m. hora de la montaña, uno de nuestros aviones de carga, un Fairchild Metroliner, estaba a punto de aterrizar en el aeropuerto Centennial. cuando fue golpeado por otro avión.
El Metroliner sufrió daños sustanciales en el empenaje y la sección de cola, pero el piloto pudo continuar la aproximación y aterrizó de manera segura.
Tenemos entendido que el piloto de la otra aeronave, un Cirrus SR22, desplegó el paracaídas de recuperación balística y que el piloto y el pasajero no sufrieron lesiones.
Estamos participando en una investigación activa del incidente con la FAA y la NTSB. A medida que la información salga a la luz, si las autoridades consideran apropiado compartirla con el público, lo haremos. No podemos expresar la gratitud que tenemos en toda la empresa porque nadie resultó herido. Agradecemos a todos aquellos que se han acercado con preocupación por nuestra empresa y su gente".

### Causas
El piloto de Cirrus no mantuvo el curso de aproximación final para la pista asignada, lo que resultó en una colisión con el Swearingen que estaba en la aproximación final a la pista paralela.
Contribuyó al accidente el hecho de que el controlador no emitió un aviso de tráfico al piloto de Swearingen con respecto a la ubicación de Cirrus, y la decisión del piloto de Cirrus de volar a una velocidad de aproximación superior a la recomendada, lo que resultó en un radio de giro más grande y contribuyó a su exceso del curso de aproximación final.